# Gaston Treignier
Pour les articles homonymes, voir Treignier.
Gaston Treignier, né le 13 février 1878 à Paris et mort le 9 décembre 1949 à Crozant (Creuse), est un homme politique français.

## Biographie
Fils d'Eugène Treignier, député de Loir-et-Cher, il commence sa carrière dans la magistrature, comme juge suppléant à Falaise en 1903, puis à Limoges en 1905. Il démissionne en 1907 et est réintégré en 1911, comme juge au Blanc. 
Conseiller municipal de Crozant en 1908, puis maire en 1914, conseiller général du canton de Dun-le-Palestel en 1913, il est député de la Creuse de 1914 à 1919 et siège au groupe républicain, radical et radical-socialiste. Il démissionne en 1919 pour devenir juge au tribunal de première instance de la Seine, puis président de section en 1928. Il prend sa retraite en 1929. 

## Sources
- « Gaston Treignier », dans le Dictionnaire des parlementaires français (1889-1940), sous la direction de Jean Jolly, PUF, 1960 [détail de l’édition]